# Bundesautobahn 49
Pour les articles homonymes, voir A49.
La Bundesautobahn 49 (ou BAB 49, A49 ou Autobahn 49) est une autoroute mesurant 87 kilomètres.